# Marco Palestra
Marco Palestra, né le 3 mars 2005 à Buccinasco en Italie, est un footballeur italien, qui évolue au poste d'arrière droit à l'Atalanta Bergame.

## Biographie

### En club
Né à Buccinasco en Italie, Marco Palestra commence le football au GS Assago puis joue un an avec l'académie de l'Inter Milan de 2014 à 2015, avant d'être formé par l'Atalanta Bergame. Durant sa formation il évolue dans un premier temps comme ailier ou milieu de terrain avant d'être repositionné arrière droit, ce qui le rend polyvalent pour jouer sur toute l'aile.
Il joue son premier match en professionnel le 14 décembre 2023, lors d'une rencontre de Ligue Europa face au Raków Częstochowa. Il entre en jeu à la place d'Emil Holm lors de cette rencontre remportée par son équipe sur le score de quatre buts à zéro.
Le 26 novembre 2024, il fait sa première apparition en Ligue des champions, à l'occasion d'un match de groupe face au BSC Young Boys.

### En sélection
Marco Palestra représente l'Italie en sélection, il commence avec les moins de 18 ans, faisant au total quatre apparition avec cette sélection, toutes en 2022.
En octobre 2023, Palestra est convoqué pour la première fois avec l'équipe d'Italie des moins de 19 ans, par le sélectionneur Bernardo Corradi.
Le 19 novembre 2024, Marco Palestra joue son premier match avec l'équipe d'Italie espoirs, face à l'Ukraine. Titulaire, il délivre une passe décisive sur l'ouverture du score des Italiens, mais les deux équipes se neutralisent finalement (2-2 score final).